# M&D Flugzeugbau Samburo
 (octobre 2016).
Si vous disposez d'ouvrages ou d'articles de référence ou si vous connaissez des sites web de qualité traitant du thème abordé ici, merci de compléter l'article en donnant les références utiles à sa vérifiabilité et en les liant à la section « Notes et références ».
 (octobre 2016).
Les Samburo sont des motoplaneurs à deux places, conçus et fabriqués par M&D Flugzeugbau (en).

## Origines
Les avions de la gamme Samburo sont de construction typique des motoplaneurs. Il est muni d'un moteur à hélices et d'ailes longue et effilées. Ils sont pourvus de base d'un train d'atterrissage similaire à celui des planeurs, qui consiste en une roue centrale et une roulette de queue orientable. Par la suite une version avec un train d'atterrissage classique carénés[style à revoir]. Le pilote et le passager sont assis côte à côte. Avec de nombreux changements de conception modernes, y compris les moteurs Rotax, et la capacité de tracter des planeurs[style à revoir]. Ils sont toujours produits par la société M&D Flugzeugbau en Allemagne.

## Variantes

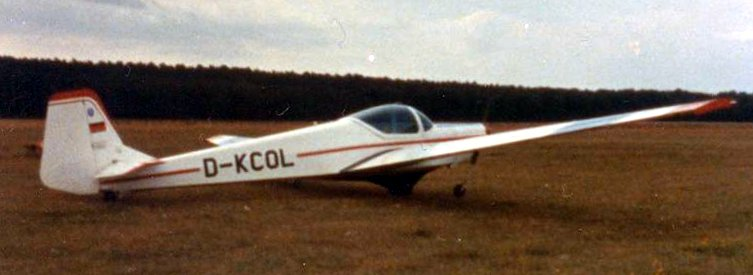
Alpla Werke Avo 68

AVo 60 Samburo
Le prototype initial propulsé par un moteur Limbach de 60 CV (44 kW).
AVo 68 Samburo
 Version définitive propulsée par un moteur Limbach de 68 CV (50 kW).